# Festival Pop
Il Festival Pop si svolse il 22 settembre 1973 presso lo Stadio Enrico Rocchi a Viterbo, lo spettacolo iniziò alle 16 ed è durato fino alle 2 di notte, dieci ore di musica non stop, all'evento parteciparono oltre 3500 persone.  I prezzi per l’entrata erano intorno alle mille lire.
Il presentatore fu Eddy Ponti.

## Cantanti partecipanti
- Alan Sorrenti
- Mauro Pelosi
- Garybaldi
- Franco Battiato
- Antonello Venditti
- Gianni Morandi
- Cathy's Clown
- Gianni D'Errico
- Aktuala
- Osanna
- Metamorfosi
- Saint Just
- Quella Vecchia Locanda
- La bottega del fabbro
- Jumbo
- L'Uovo di Colombo
- Pholas Dactylus
- Semiramis